# You Can Have What You Want
You Can Have What You Want è il terzo album di Jason Robert Quever conosciuto con lo pseudonimo di Papercuts.
È stato pubblicato dall'etichetta indipendente Gnomonsong nel 2009.

## Tracce
Testi e musiche di Jason Robert Quever.
1. Once We Walked In The Sunlight – 5:10
2. A Dictator's Lament – 3:01
3. The Machine Will Tell Us So – 5:46
4. A Peculiar Hallelujah – 3:04
5. Jet Plane – 5:00
6. Dead Love – 4:18
7. Future Primitive – 4:25
8. You Can Have What You Want – 2:56
9. The Void – 4:49
10. The Wolf – 2:56

Durata totale: 41:25